# Synagoga w Dzierżoniowie

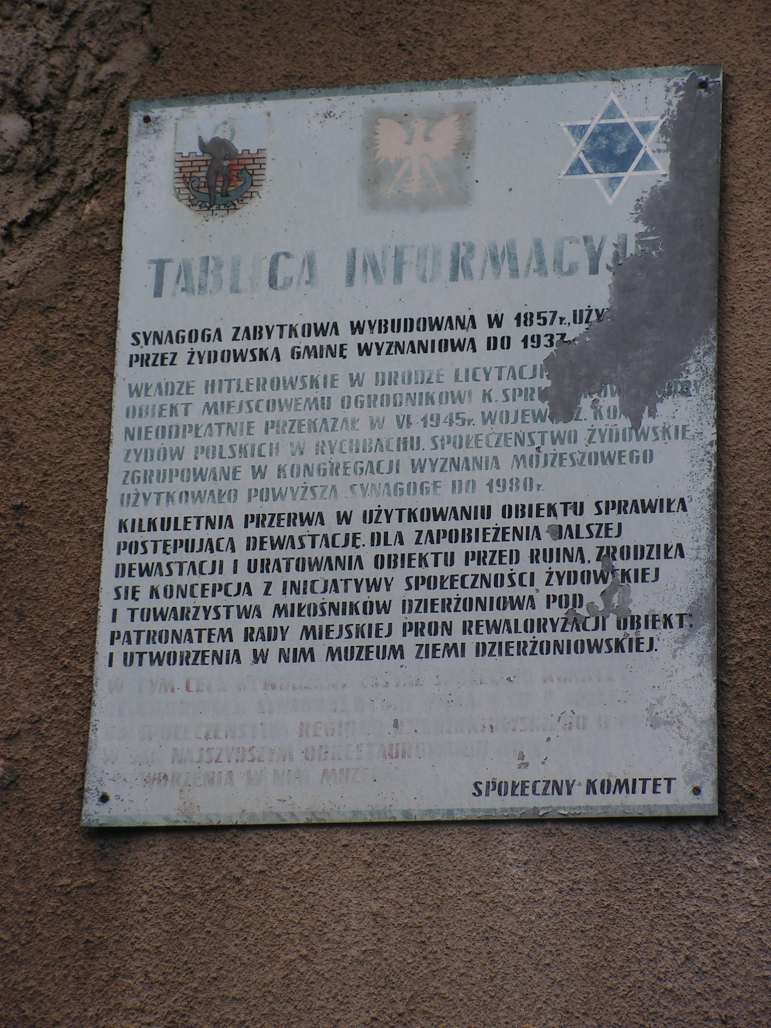
Stara tablica informacyjna

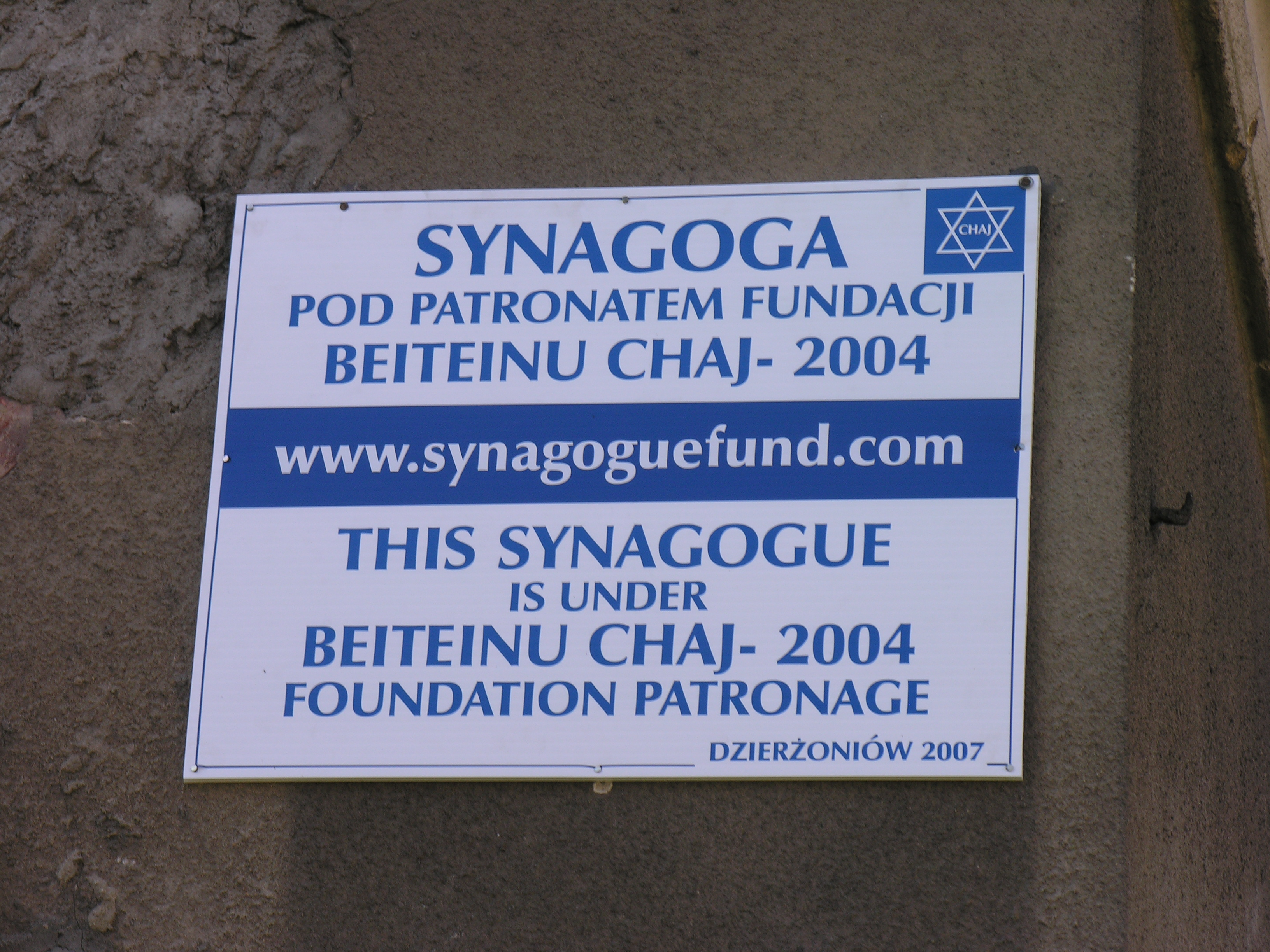
Nowa tablica informacyjna

Synagoga w Dzierżoniowie – synagoga znajdująca się w Dzierżoniowie przy ulicy Ignacego Krasickiego 28.

## Historia
Budynek dzierżoniowskiej synagogi został zaprojektowany i wzniesiony przez Ewalda Böttgera w 1875 roku. Oddanie do użytku i pierwsze nabożeństwo nastąpiło 8 czerwca 1875 roku. Teren pod budowę synagogi (według informacji w lokalnej prasie) społeczność miejska sprzedała gminie żydowskiej za „umiarkowaną” cenę. Koszt budowy, szacowany na około 10–11 tysięcy talarów, poniosła gmina żydowska. Na parterze mieściło się mieszkanie rabina, sala zebrań gminy i szkółka religijna, a także korytarz prowadzący od usytuowanego po wschodniej stronie wejścia do zlokalizowanej w zachodniej elewacji klatki schodowej. Dzięki temu, nietypowo umieszczona piętro wyżej, sala modlitwy mogła być zgodnie z wymogami skierowana ku wschodowi. Najwyższą kondygnację stanowił babiniec, obiegający salę modlitwy w formie galerii z trzech stron. Wnętrze, wg lokalnej prasy „w całości wykonane w stylu mauretańskim” było dziełem fabrykanta mebli Herdena. Oświetlenie zapewniał trzydziestodwuramienny żyrandol, podarowany przez właściciela majątków rycerskich w Bielanach Wrocławskich i Wiśniczach, a także dwa trójramienne świeczniki umieszczone po obu stronach szafy ołtarzowej, podarowane przez kobiety żydowskie.
W 1937 roku władze hitlerowskie zabroniły użytkowania synagogi przez gminę żydowską. W drodze licytacji została nabyta przez miejscowego ogrodnika. Po zakończeniu II wojny światowej, w czerwcu 1945 roku, synagogę nieodpłatnie przekazano Wojewódzkiemu Komitetowi Żydów w Rychbachu. Wkrótce została wyremontowana i ponownie dostosowana do potrzeb kultu religijnego.
9 maja 1946 roku w synagodze odbyło się uroczyste nabożeństwo żałobne w intencji Żydów, którzy zginęli podczas II wojny światowej. Po wydarzeniach z marca 1968 roku nabożeństwa odbywały się nieregularnie, a od 1980 roku zostały zupełnie zaprzestane. W następstwie synagoga stała opuszczona i niszczejąca. W 1989 roku przeprowadzono małe prace remontowe elewacji zewnętrznych.
W nocy z 19 na 20 października 2001 roku podczas Dni Kultury Żydowskiej nieznani sprawcy wymalowali rasistowskie napisy oraz wizerunki swastyk na murach synagogi. 23 lutego 2004 roku pożar strawił dach wraz z drewnianymi konstrukcjami na strychu. Przyczyną pożaru było prawdopodobnie podpalenie. Wcześniej powybijano szyby w oknach budynku.
W 2004 roku synagogą zainteresowała się Fundacja Beiteinu Chaj – 2004, założona przez Rafaela Blau, rodowitego dzierżoniowskiego Żyda, mieszkającego wówczas za granicą. Fundacja, mimo że nie była właścicielką budynku, na własny koszt wykonała w nim prace zabezpieczające, przede wszystkim remont zniszczonego podczas pożaru dachu. W kwietniu 2006 roku przeprowadzono kolejne prace zabezpieczające. Wewnątrz usunięto gruz, śmieci, pousuwano szyby w oknach, zagrażające bezpieczeństwu, po których wnęki zostały zabite deskami, założono rynny i rury spustowe. Do tej pory wejście do synagogi było możliwe jedynie poprzez okna na pierwszym piętrze, ponieważ drzwi główne i gospodarcze zamurowano kilka lat wcześniej. Fundacja założyła ponownie drzwi gospodarcze.
W styczniu 2007 roku synagoga została zakupiona przez Fundację Beiteinu Chaj, która starała się o jej zakup od ponad trzech lat. 5 grudnia 2007, z inicjatywy fundacji, zorganizowano w synagodze pierwsze od kilkunastu lat spotkanie inaugurujące święto Chanuki, w którym udział wzięło kilkudziesięciu mieszkańców miasta oraz członków lokalnej społeczności żydowskiej.
Postępujące prace renowacyjne umożliwiły uroczystości 19 kwietnia 2013 z udziałem konsula generalnego USA i attaché kulturalnego USA z Kijowa upamiętniające powstanie w getcie warszawskim, a letnie renowacje w 2013 dotyczyły odnowienia elewacji i uporządkowania otoczenia.

## Architektura
Murowany z cegły, trójkondygnacyjny, częściowo podpiwniczony budynek synagogi wzniesiono na planie prostokąta. Architektura obiektu utrzymana była w stylu włoskiego neorenesansu. W elewacji wschodniej zaznaczono miejsce lokalizacji aron ha-kodesz za pomocą stosunkowo bogato opracowanej blendy okiennej.
Niemal cały zewnętrzny i wewnętrzny wystrój obiektu uległ zniszczeniu w okresie drugiej wojny światowej i podczas próby remontu i renowacji podjętej w latach osiemdziesiątych XX stulecia. W efekcie do początku XXI stulecia przetrwała bryła budynku, pozbawiona całkowicie wystroju i wyposażenia wnętrza, a w znacznym stopniu także wystroju elewacji.
- Synagoga jest obiektem, który stanowi wartość zabytkową. Została ona wpisana do krajowego rejestru zabytków nieruchomych pod numerem 1399/WŁ w dniu 7 marca 1994 roku.

## Galeria (przed remontem)

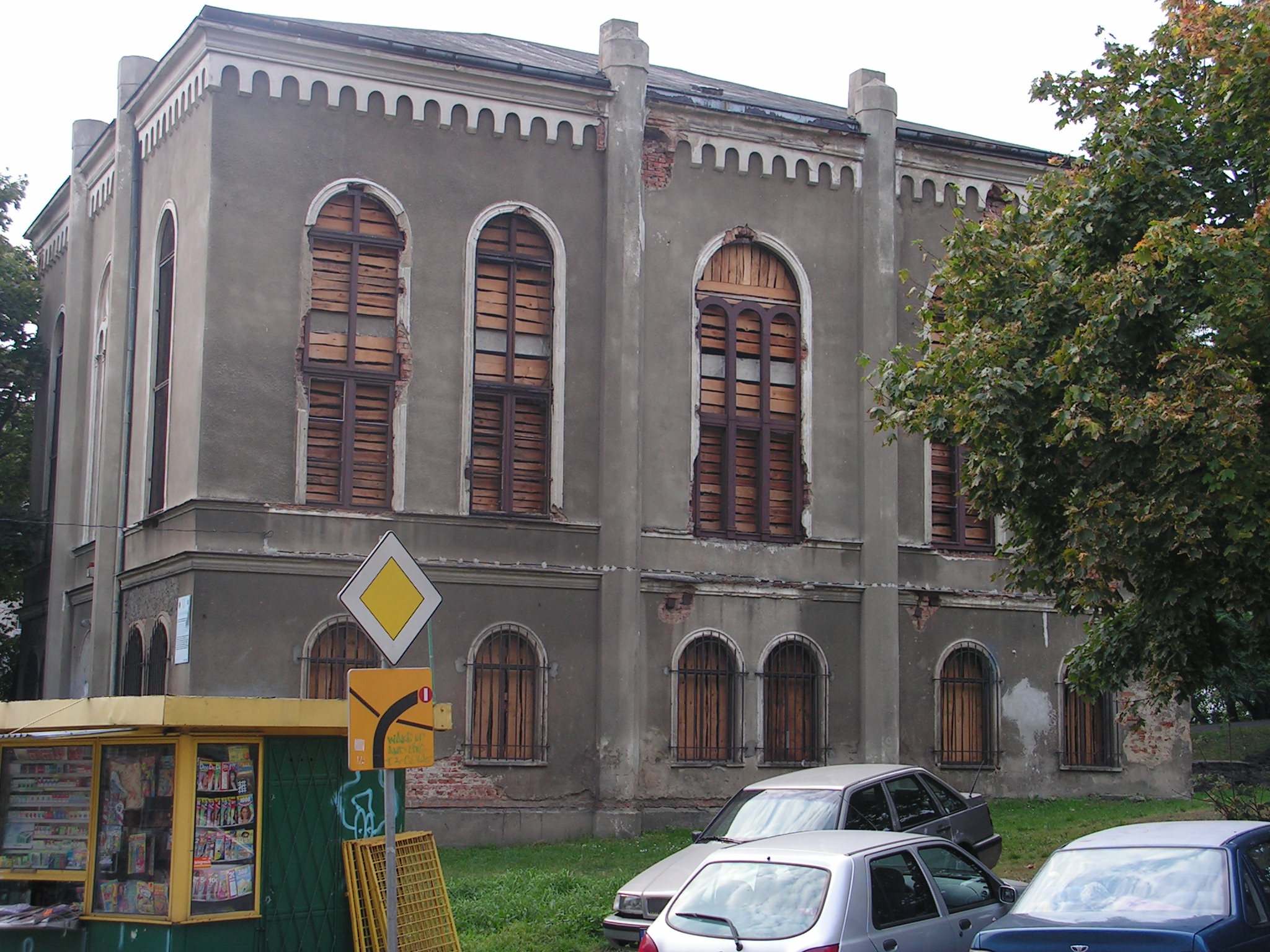
Synagoga, 2006
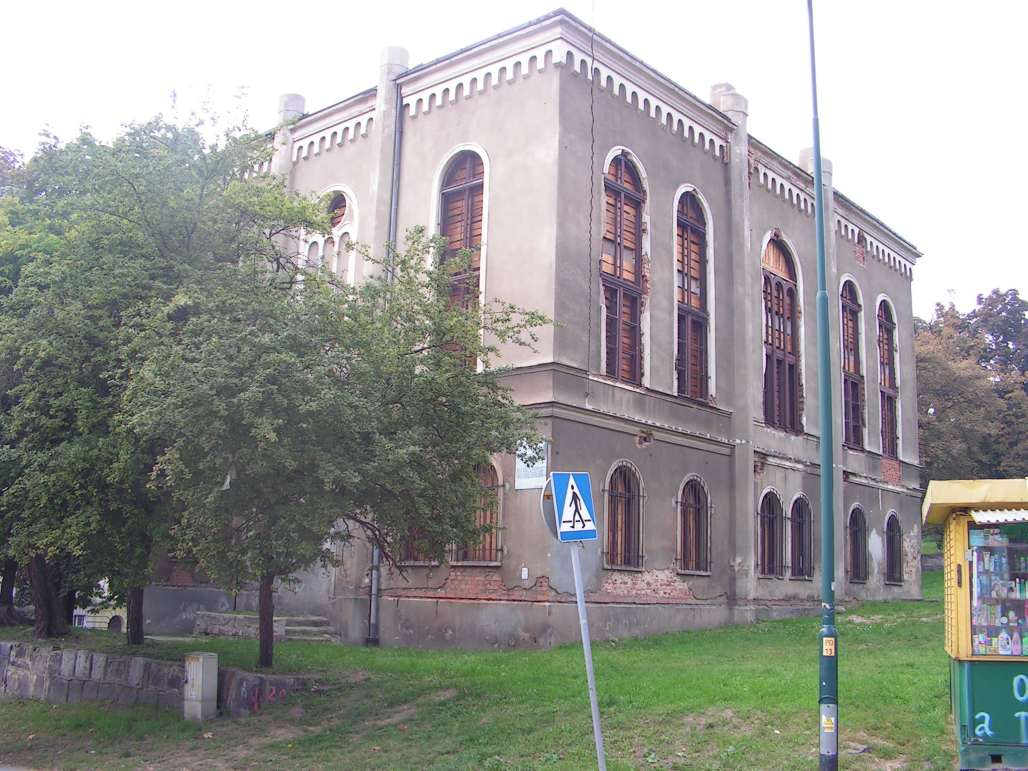
Synagoga, 2006
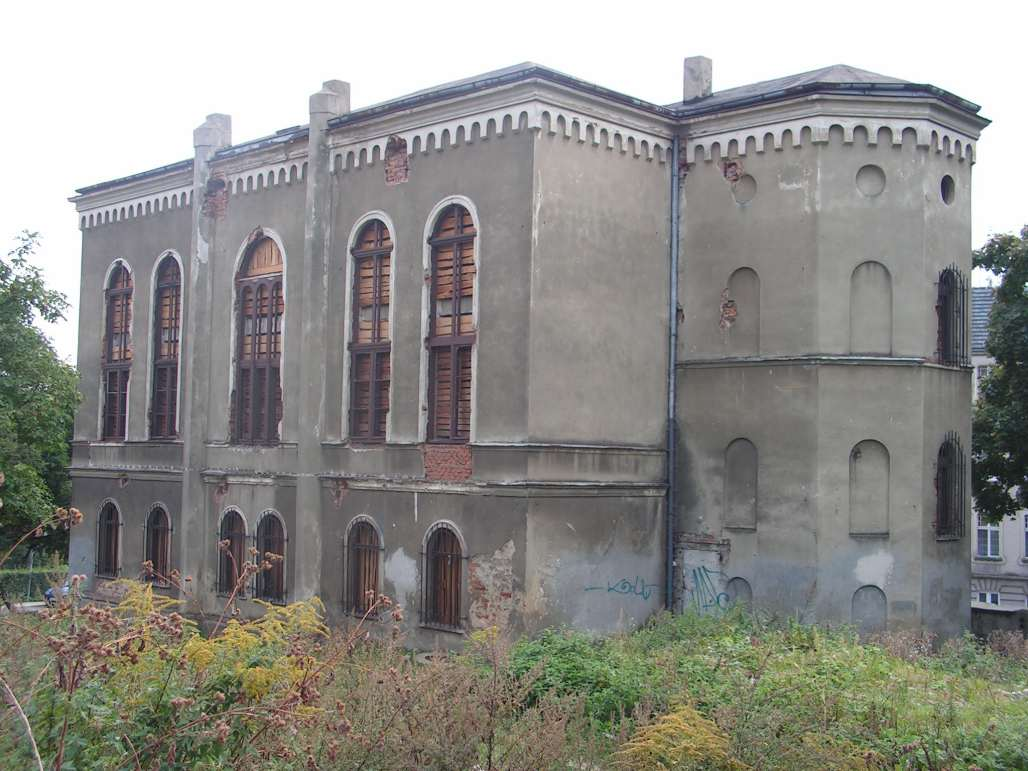
Synagoga, 2006
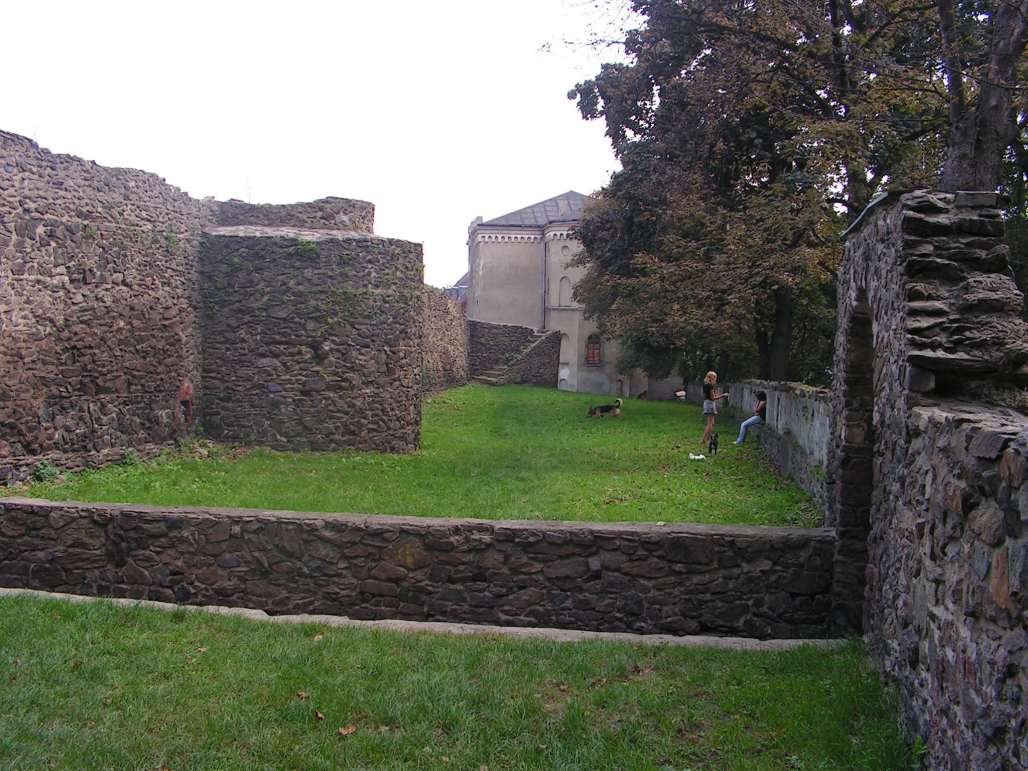
Synagoga, 2006
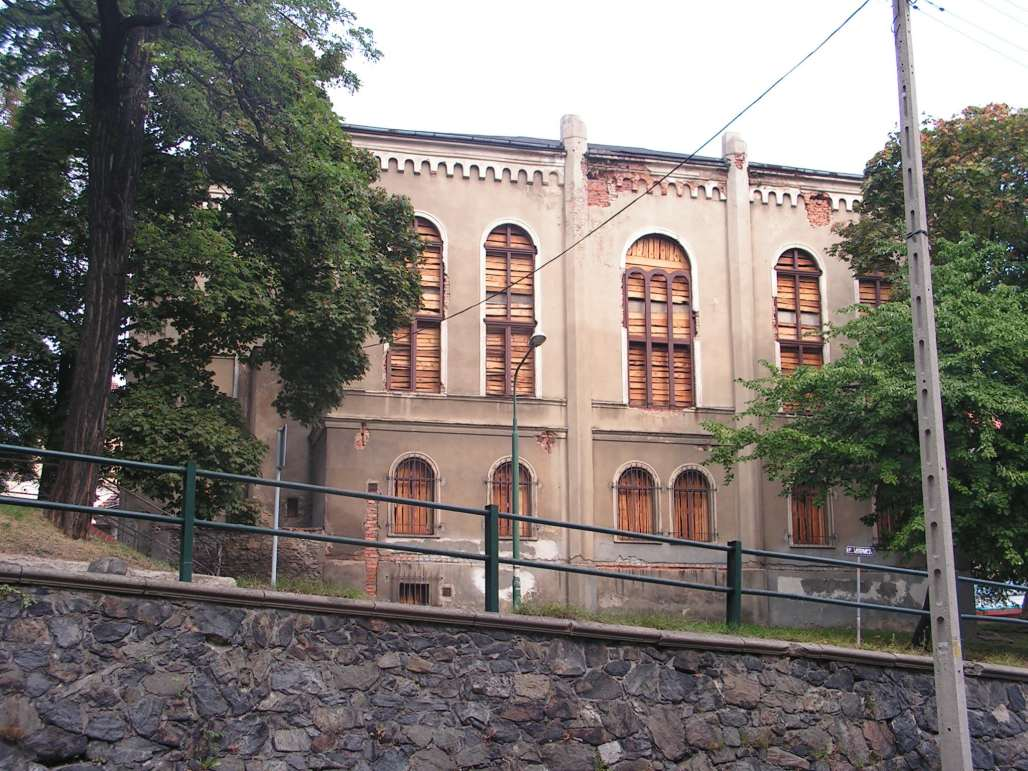
Synagoga, 2006
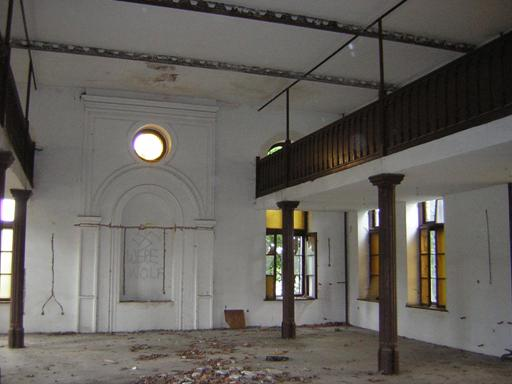
Główna sala modlitewna
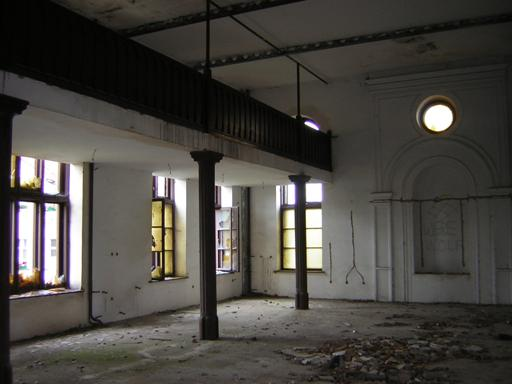
Główna sala modlitewna
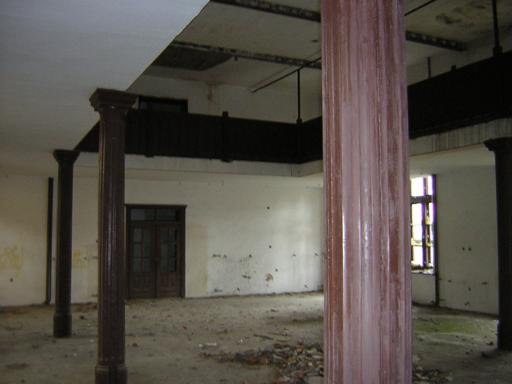
Główna sala modlitewna
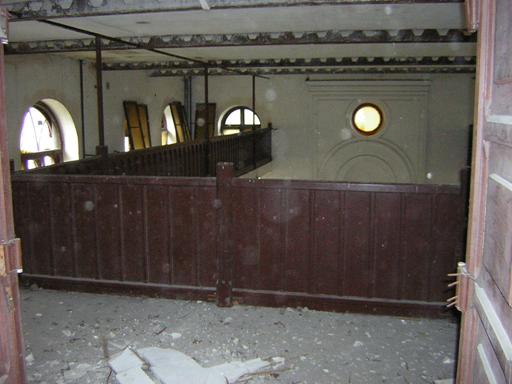
Galerie dla kobiet
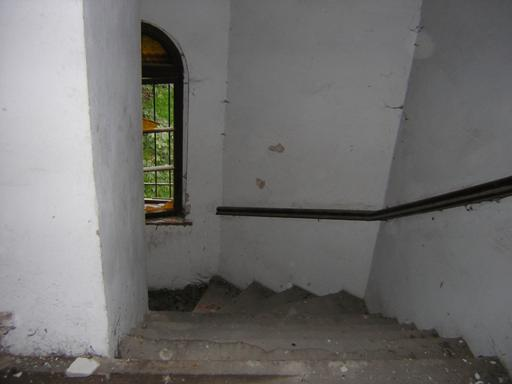
Klatka schodowa na babiniec

## Galeria (po remoncie)

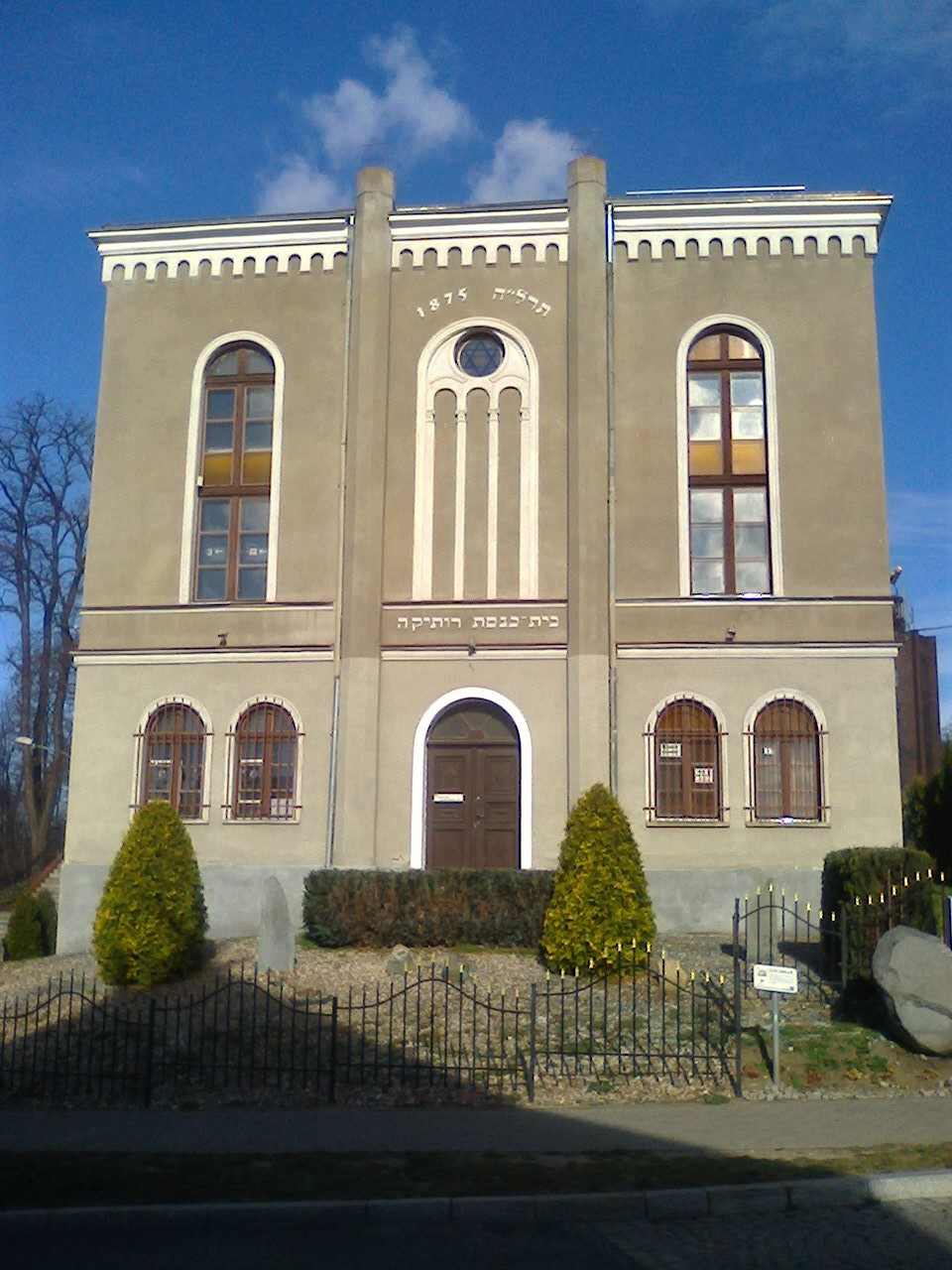
Synagoga, 2020
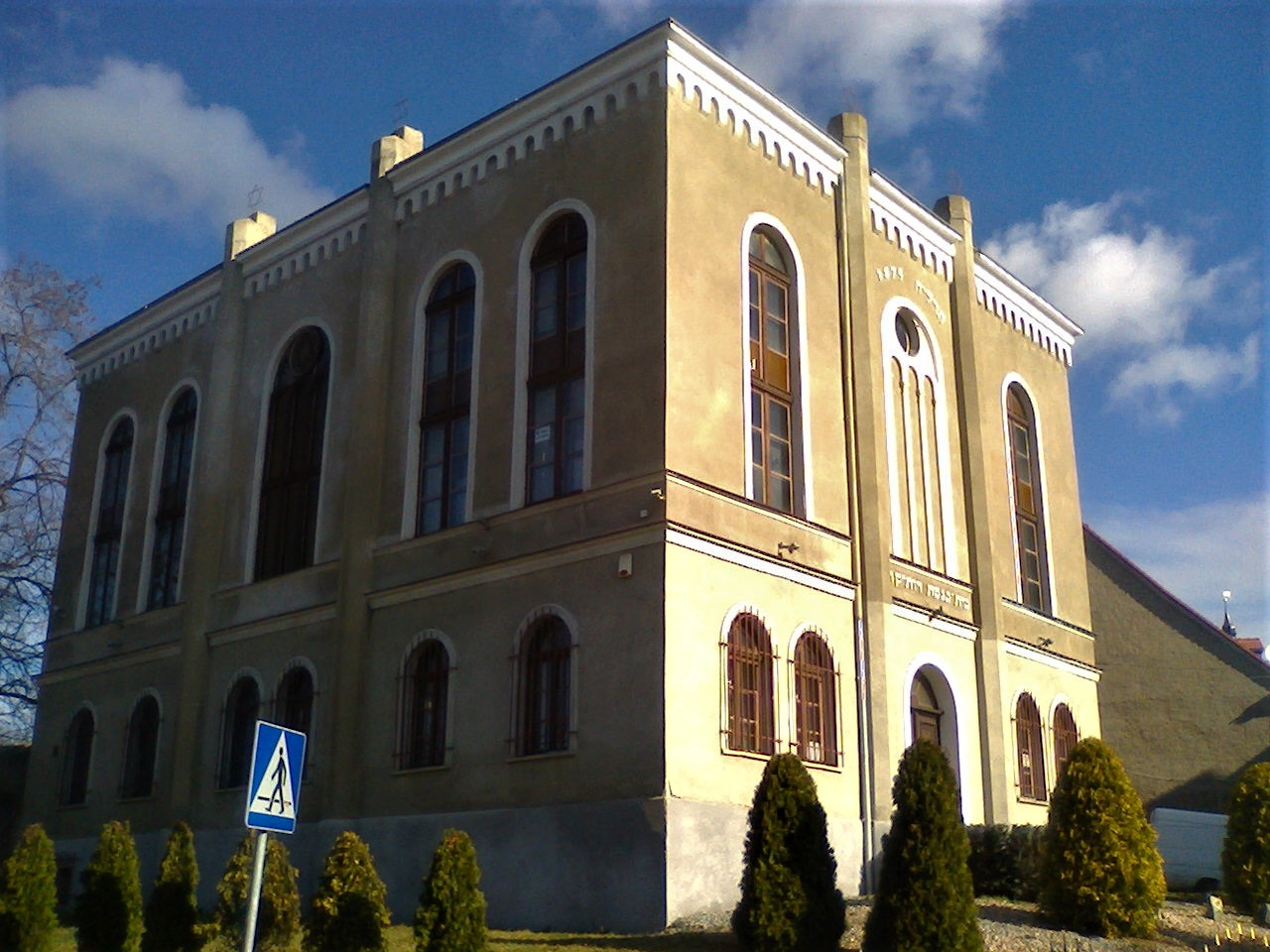
Synagoga, 2020
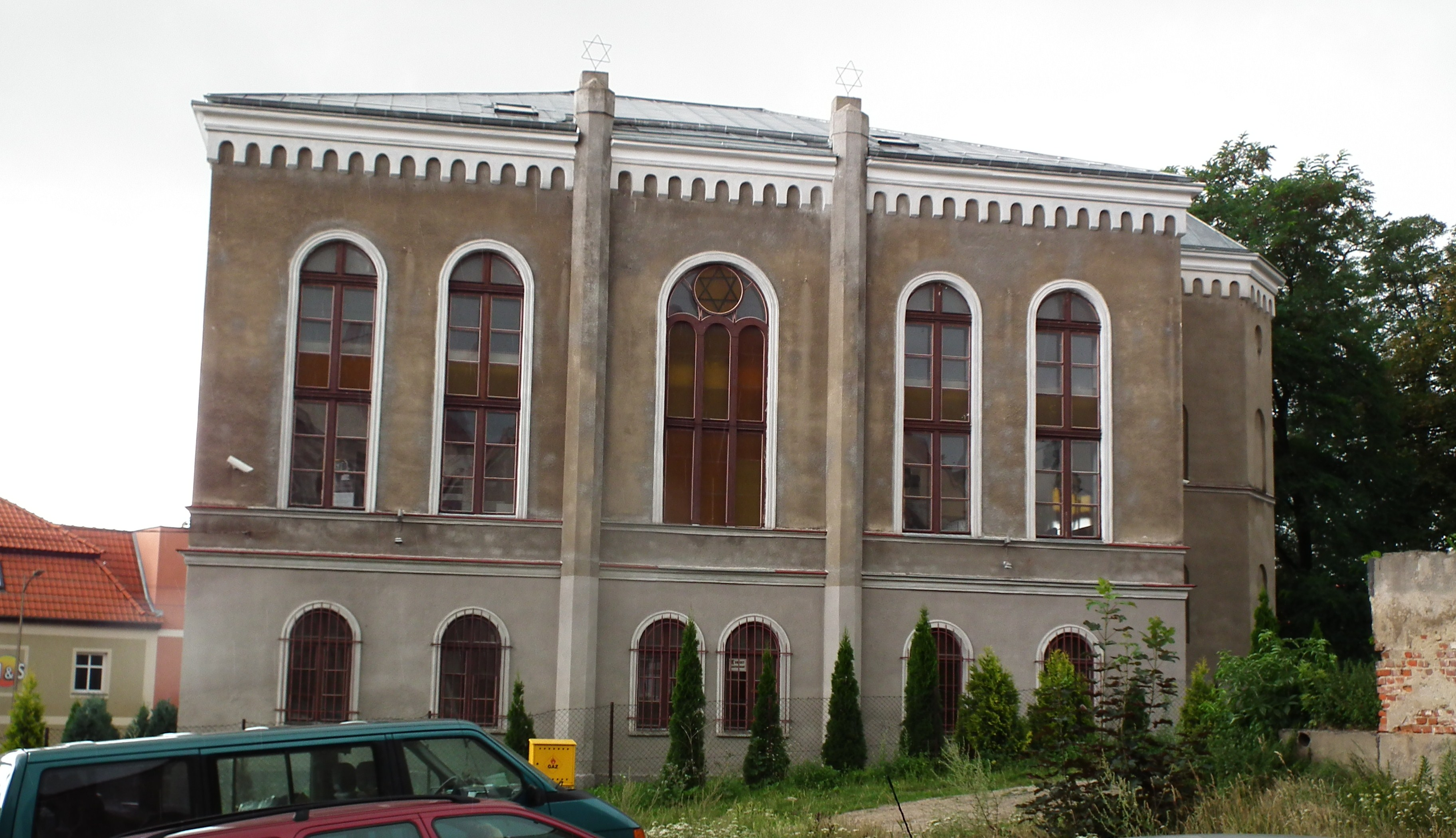
Synagoga, 2017
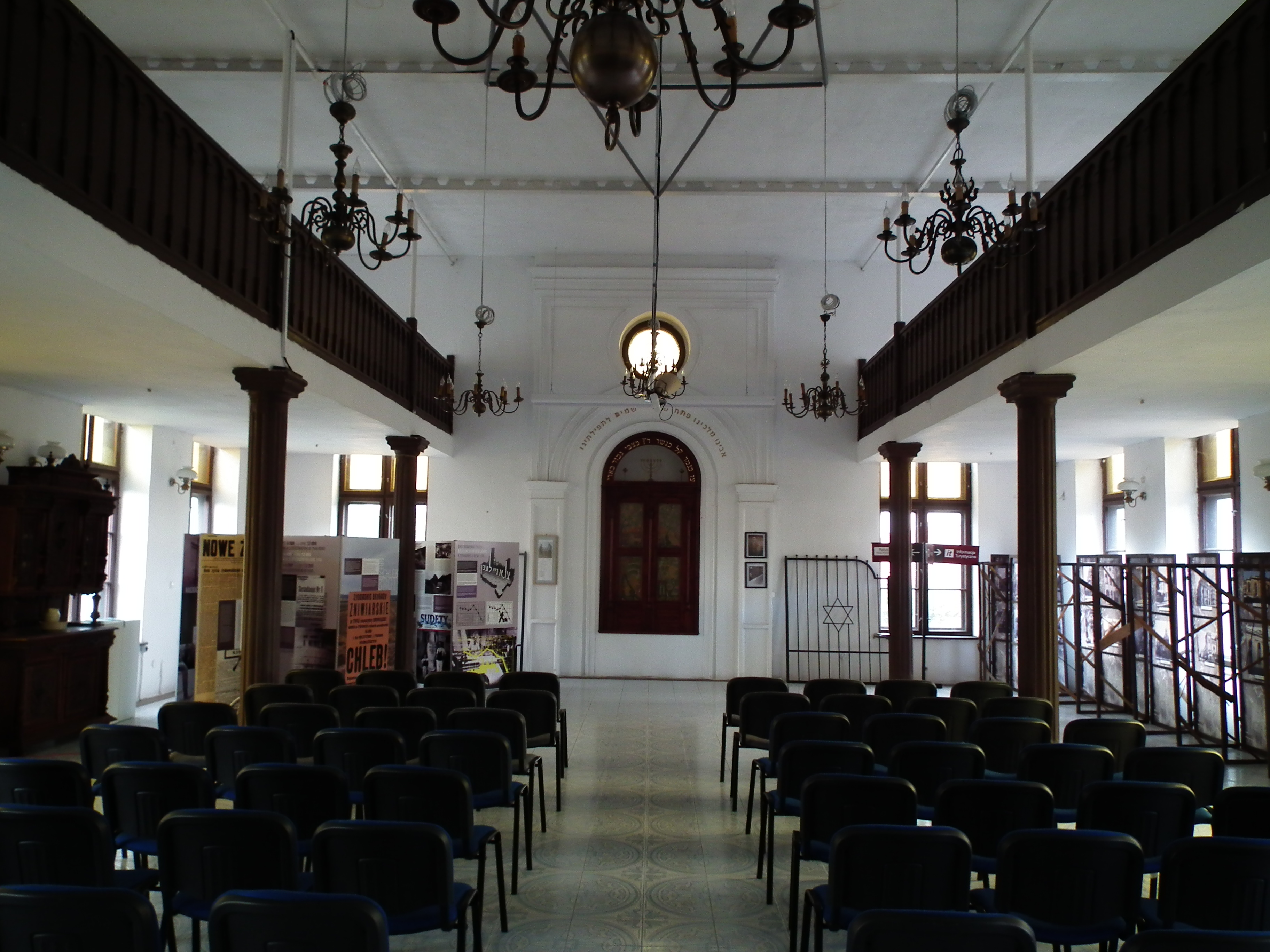
Główna sala modlitewna
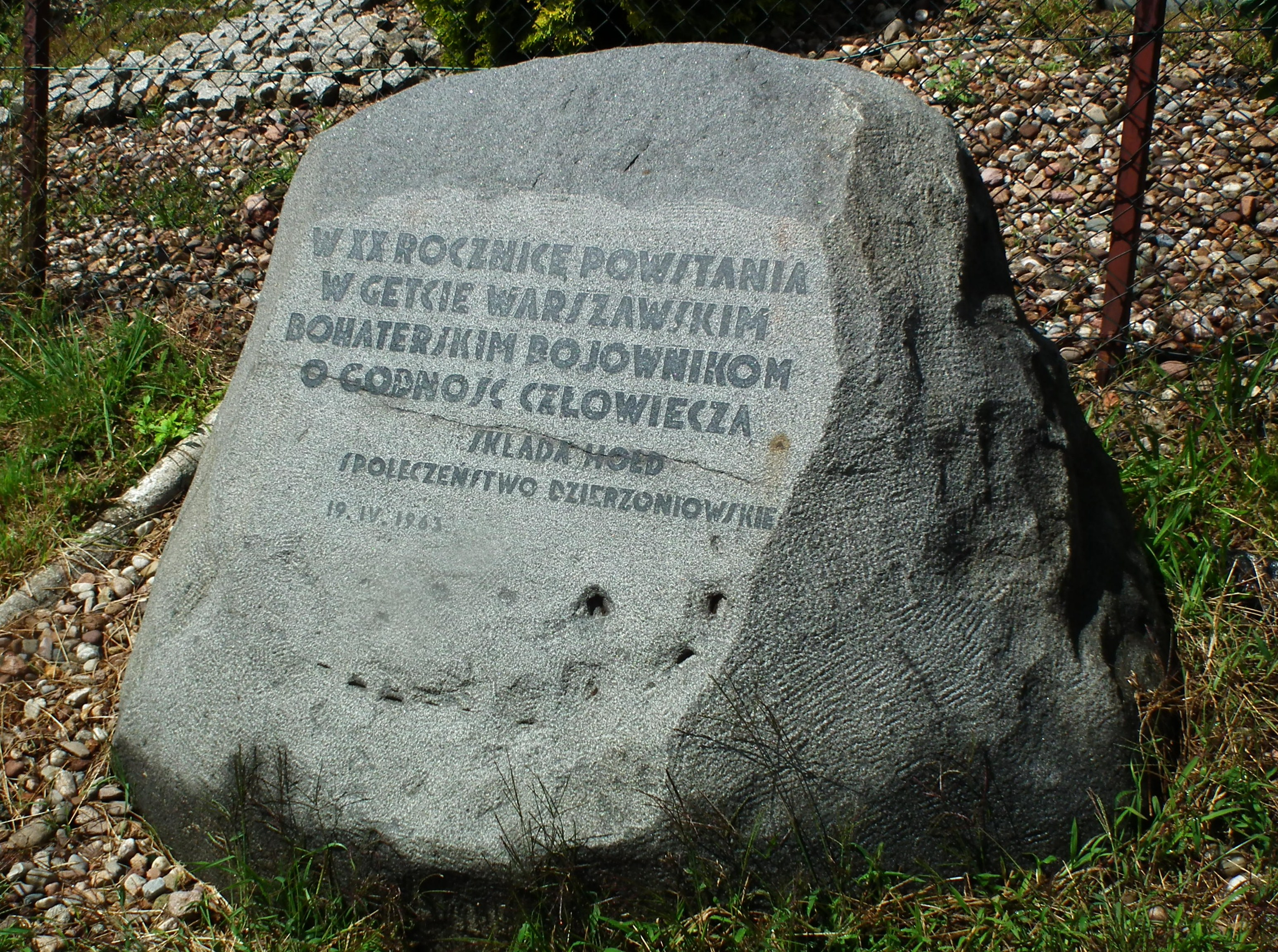
Kamień pamiątkowy (1963)